# Fußball-Club Bayern München 2012-2013 (femminile)
Questa voce raccoglie le informazioni riguardanti la sezione di calcio femminile del Fußball-Club Bayern München nelle competizioni ufficiali della stagione 2012-2013.

## Stagione
Nella stagione 2012-2013 il Bayern Monaco, nuovamente allenato dal tecnico Thomas Wörle, ha disputato la Frauen-Bundesliga, massima serie del campionato tedesco femminile di calcio, concludendo il campionato al 4º posto con 43 punti conquistati in 22 giornate, frutto di 14 vittorie, un pareggio e 7 sconfitte, risultato che vede risalire la competitività della squadra dopo una stagione complessa come quella precedente che l'ha vista arrivare, seppur per poco, in zona retrocessione. Migliore realizzatrice della squadra è stata Lena Lotzen, che con 14 reti risulta anche la quarta migliore cannoniera del campionato.
Nella DFB-Pokal ha raggiunto le semifinali, superato dalle avversarie del Turbine Potsdam ai tempi supplementari con il risultato di 4-1 dopo che quelli regolamentari si erano chiusi con una rete per parte.

## Divise e sponsor
Le tenute di gara adottate dalla squadra sono le stesse del Bayern Monaco maschile. 
|  | Casa | Trasferta |

## Organigramma societario
Area amministrativa
- Presidente: Karl-Heinz Rummenigge

Area tecnica
- Allenatore: Thomas Wörle
- Allenatore in seconda: Thorsten Zaunmüller
- Allenatore dei portieri: Peter Kargus

## Rosa
Rosa, ruoli e numeri di maglia tratti dal sito della federcalcio tedesca.
| N. |                        | Ruolo | Calciatrice                |
| -- | ---------------------- | ----- | -------------------------- |
| 1  | Germania (bandiera)    | P     | Kathrin Längert (capitano) |
| 2  | Stati Uniti (bandiera) | D     | Gina Lewandowski           |
| 3  | Stati Uniti (bandiera) | D     | Niki Cross                 |
| 4  | Germania (bandiera)    | D     | Clara Schöne               |
| 5  | Germania (bandiera)    | C     | Tanja Wörle                |
| 6  | Germania (bandiera)    | D     | Katharina Baunach          |
| 7  | Croazia (bandiera)     | A     | Ivana Rudelić              |
| 8  | Stati Uniti (bandiera) | A     | Sarah Hagen                |
| 9  | Svizzera (bandiera)    | C     | Vanessa Bürki              |
| 10 | Germania (bandiera)    | C     | Julia Šimić                |
| 11 | Germania (bandiera)    | A     | Lena Lotzen                |
| 12 | Germania (bandiera)    | C     | Amber Brooks               |
| 13 | Austria (bandiera)     | C     | Sarah Puntigam             |

| N. |                     | Ruolo | Calciatrice           |
| -- | ------------------- | ----- | --------------------- |
| 14 | Germania (bandiera) | C     | Sarah Romert          |
| 15 | Germania (bandiera) | C     | Katrin Hartmannsegger |
| 16 | Germania (bandiera) | D     | Rebecca Huyleur       |
| 17 | Svizzera (bandiera) | D     | Sandra de Pol         |
| 19 | Austria (bandiera)  | D     | Carina Wenninger      |
| 20 | Germania (bandiera) | C     | Jana Kappes           |
| 22 | Germania (bandiera) | A     | Sylvie Banecki        |
| 25 | Austria (bandiera)  | D     | Viktoria Schnaderbeck |
| 27 | Austria (bandiera)  | C     | Laura Feiersinger     |
| 28 | Germania (bandiera) | C     | Isabell Bachor        |
| 29 | Germania (bandiera) | C     | Ramona Strahl         |
| 38 | Germania (bandiera) | P     | Veronika Gratz        |
| 41 | Germania (bandiera) | P     | Fabienne Weber        |

## Calciomercato

### Sessione estiva
| Acquisti | Acquisti         | Acquisti           | Acquisti   |
| R.       | Nome             | da                 | Modalità   |
| -------- | ---------------- | ------------------ | ---------- |
| D        | Gina Lewandowski | 1. FFC Francoforte | svincolata |

| Cessioni | Cessioni              | Cessioni         | Cessioni                       |
| R.       | Nome                  | a                | Modalità                       |
| -------- | --------------------- | ---------------- | ------------------------------ |
| D        | Corinna Paukner       | ???              | svincolata                     |
| C        | Katrin Hartmannsegger | Bayern Monaco II | aggregata alla squadra riserve |
| C        | Stefanie Mirlach      | Turbine Potsdam  | svincolata                     |
| C        | Alexandra Szarvas     | Sindelfingen     | svincolata                     |
| A        | Nicole Banecki        | 2001 Duisburg    | svincolata                     |
| A        | Petra Wimbersky       |                  | ritirata                       |

### Sessione invernale
| Acquisti | Acquisti     | Acquisti                 | Acquisti |
| R.       | Nome         | da                       | Modalità |
| -------- | ------------ | ------------------------ | -------- |
| C        | Amber Brooks | North Carolina Tar Heels |          |

| Cessioni | Cessioni       | Cessioni | Cessioni   |
| R.       | Nome           | a        | Modalità   |
| -------- | -------------- | -------- | ---------- |
| C        | Sarah Puntigam | Kriens   | definitivo |

## Risultati

### Frauen-Bundesliga

#### Girone di andata
| Arbitro: | Stolz (Pritzwalk) |

|           |           |  |
| Maier 65’ | Marcatori |  |

| Arbitro: | Müller-Schmäh (Potsdam) |

|                                 |           |  |
| Lotzen 9’ (rig.), 33’ Bürki 57’ | Marcatori |  |

| Arbitro: | Herrmann (Mönchengladbach) |

|                                                       |           |  |
| Bachor 4’ Hagen 46’ (rig.) Lotzen 51’ Lewandowski 61’ | Marcatori |  |

| Arbitro: | Müller-Schmäh (Potsdam) |

|                      |           |  |
| Dörpinghaus 30’, 55’ | Marcatori |  |

| Arbitro: | Heimann (Gladbeck) |

|                         |           |                   |
| Hagen 7’, 60’ Cross 22’ | Marcatori | 70’ Dej 90’ Weber |

| Arbitro: | Kurtes (Düsseldorf) |

|                |           |           |
| Añonma 4’, 42’ | Marcatori | 83’ Hagen |

| Arbitro: | Herrmann (Mönchengladbach) |

|                                                                                          |           |  |
| Lotzen 24’, 67’ Wenninger 33’ Hagen 39’ Bürki 40’ Romert 53’ Bachor 60’ Schnaderbeck 78’ | Marcatori |  |

| Arbitro: | Elsner (Duisburg) |

|  |           |                                                 |
|  | Marcatori | 30’ Cross 58’ Lotzen 67’ Schnaderbeck 87’ Hagen |

| Arbitro: | Eisenhardt (Holzgerlingen) |

|  |           |                         |
|  | Marcatori | 71’ Höfflin 82’ Leupolz |

| Arbitro: | Hussein (Bad Harzburg) |

|                       |           |            |
| Islacker 40’ Andō 50’ | Marcatori | 19’ Romert |

| Arbitro: | Illing (Limbach-Oberfrohna) |

|                |           |               |
| Hagen 28’, 46’ | Marcatori | 3’ Garefrekes |

#### Girone di ritorno
| Arbitro: | Wozniak (Herne) |

|                             |           |                |
| Schnaderbeck 75’ Lotzen 90’ | Marcatori | 27’ Ni. Rolser |

| Arbitro: | Müller-Schmäh (Potsdam) |

|                          |           |                    |
| Müller 38’ Odebrecht 42’ | Marcatori | 40’ (rig.) Baunach |

| Arbitro: | Heimann (Gladbeck) |

|                            |           |                                               |
| Hearn 12’, 50’ Landeka 88’ | Marcatori | 27’ Wenninger 39’ Lotzen 61’ Brooks 75’ Hagen |

| Arbitro: | Hussein (Bad Harzburg) |

|                 |           |                        |
| Brooks 40’, 90’ | Marcatori | 31’ (rig.) Dörpinghaus |

| Arbitro: | Müller-Schmäh (Potsdam) |

|                      |           |             |
| Simon 46’ Schwab 78’ | Marcatori | 28’ Rudelić |

| Arbitro: | Storch-Schäfer (Petersberg) |

|                 |           |  |
| Lotzen 46’, 72’ | Marcatori |  |

| Arbitro: | Derlin (Bad Schwartau) |

|  |           |                      |
|  | Marcatori | 59’ Brooks 82’ Hagen |

| Arbitro: | Kurtes (Düsseldorf) |

|                              |           |  |
| Baunach 22’ (rig.) Hagen 78’ | Marcatori |  |

| Arbitro: | Elsner (Duisburg) |

|  |           |                                |
|  | Marcatori | 8’, 19’ Lotzen 75’ (aut.) Abbé |

| Arbitro: | Turac (Berlino) |

|                      |           |                      |
| Lotzen 41’ Hagen 67’ | Marcatori | 8’ Müller 87’ Cengiz |

| Arbitro: | Hussein (Bad Harzburg) |

|          |           |                      |
| Munk 86’ | Marcatori | 31’ Hagen 41’ Lotzen |

### DFB-Pokal
| Arbitro: | Baitinger (Friesenheim) |

|                                       |                      |                                  |
| Wenninger 113’                        | Marcatori            | 91’ Schmidt                      |
| Hagen Lotzen de Pol Cross Lewandowski | Tiri di rigore 5 – 3 | Laudehr Marozsán Kulig Bartusiak |

| Arbitro: | Elsner (Duisburg) |

|  |           |                                                  |
|  | Marcatori | 11’ (rig.) Lotzen 44’ Bürki 57’ Hagen 86’ Bachor |

| Arbitro: | Rafalski (Baunatal) |

|           |           |                                   |
| Moser 62’ | Marcatori | 7’, 32’, 55’, 59’ Hagen 17’ Bürki |

| Arbitro: | Wozniak (Herne) |

|                                               |           |           |
| Evans 51’, 118’ Ōgimi 101’ (rig.) Bremer 120’ | Marcatori | 81’ Hagen |

## Statistiche

### Statistiche di squadra
| Competizione         | Punti | In casa | In casa | In casa | In casa | In casa | In casa | In trasferta | In trasferta | In trasferta | In trasferta | In trasferta | In trasferta | Totale | Totale | Totale | Totale | Totale | Totale | DR  |
| Competizione         | Punti | G       | V       | N       | P       | Gf      | Gs      | G            | V            | N            | P            | Gf           | Gs           | G      | V      | N      | P      | Gf     | Gs     | DR  |
| -------------------- | ----- | ------- | ------- | ------- | ------- | ------- | ------- | ------------ | ------------ | ------------ | ------------ | ------------ | ------------ | ------ | ------ | ------ | ------ | ------ | ------ | --- |
| Frauen Bundesliga    | 43    | 11      | 9       | 1       | 1       | 30      | 9       | 11           | 5            | 0            | 6            | 19           | 15           | 22     | 14     | 1      | 7      | 49     | 24     | +25 |
| DFB-Pokal der Frauen | -     | 1       | 0       | 1       | 0       | 1       | 1       | 3            | 2            | 0            | 1            | 10           | 5            | 4      | 2      | 1      | 1      | 11     | 6      | +5  |
| Totale               | -     | 12      | 9       | 2       | 1       | 31      | 10      | 14           | 7            | 0            | 7            | 29           | 20           | 26     | 16     | 2      | 8      | 60     | 30     | +30 |

### Andamento in campionato
| Giornata  | 1 | 2 | 3 | 4 | 5 | 6 | 7 | 8 | 9 | 10 | 11 | 12 | 13 | 14 | 15 | 16 | 17 | 18 | 19 | 20 | 21 | 22 |
| --------- | - | - | - | - | - | - | - | - | - | -- | -- | -- | -- | -- | -- | -- | -- | -- | -- | -- | -- | -- |
| Luogo     | T | C | C | T | C | T | C | T | C | T  | C  | C  | T  | T  | C  | T  | C  | T  | C  | T  | C  | T  |
| Risultato | P | V | V | P | V | P | V | V | P | P  | V  | V  | P  | V  | V  | P  | V  | V  | V  | V  | N  | P  |
| Posizione | 9 | 5 | 4 | 5 | 4 | 5 | 4 | 4 | 4 | 5  | 5  | 4  | 4  | 4  | 4  | 4  | 4  | 4  | 4  | 4  | 4  | 4  |

Legenda:

Luogo: C = Casa; T = Trasferta. Risultato: V = Vittoria; N = Pareggio; P = Sconfitta.

### Statistiche delle giocatrici
| Giocatore         | Frauen-Bundesliga | Frauen-Bundesliga | Frauen-Bundesliga | Frauen-Bundesliga | DFB-Pokal der Frauen | DFB-Pokal der Frauen | DFB-Pokal der Frauen | DFB-Pokal der Frauen | Totale   | Totale | Totale      | Totale     |
| Giocatore         | Presenze          | Reti              | Ammonizioni       | Espulsioni        | Presenze             | Reti                 | Ammonizioni          | Espulsioni           | Presenze | Reti   | Ammonizioni | Espulsioni |
| ----------------- | ----------------- | ----------------- | ----------------- | ----------------- | -------------------- | -------------------- | -------------------- | -------------------- | -------- | ------ | ----------- | ---------- |
| I. Bachor         | 20                | 2                 | 1                 | 0                 | 4                    | 1                    | 0                    | 0                    | 24       | 3      | 1           | 0          |
| S. Banecki        | 12                | 0                 | 0                 | 0                 | 2                    | 0                    | 0                    | 0                    | 14       | 0      | 0           | 0          |
| K. Baunach        | 8                 | 2                 | 1                 | 0                 | 1                    | 0                    | 0                    | 0                    | 9        | 2      | 1           | 0          |
| A. Brooks         | 10                | 4                 | 0                 | 0                 | 1                    | 0                    | 0                    | 0                    | 11       | 4      | 0           | 0          |
| V. Bürki          | 21                | 2                 | 1                 | 0                 | 4                    | 2                    | 1                    | 0                    | 25       | 4      | 2           | 0          |
| N. Cross          | 22                | 2                 | 4                 | 0                 | 4                    | 0                    | 0                    | 0                    | 26       | 2      | 4           | 0          |
| S. De Pol         | 4                 | 0                 | 2                 | 0                 | 1                    | 0                    | 0                    | 0                    | 5        | 0      | 2           | 0          |
| L. Feiersinger    | 21                | 0                 | 1                 | 0                 | 4                    | 0                    | 2                    | 0                    | 25       | 0      | 3           | 0          |
| V. Gratz          | 2                 | -2                | 0                 | 0                 | -                    | -                    | -                    | -                    | 2        | -2     | 0           | 0          |
| S. Hagen          | 22                | 13                | 1                 | 0                 | 4                    | 6                    | 0                    | 0                    | 26       | 19     | 1           | 0          |
| K. Hartmannsegger | 1                 | 0                 | 0                 | 0                 | 0                    | 0                    | 0                    | 0                    | 1        | 0      | 0           | 0          |
| R. Huyleur        | 9                 | 0                 | 2                 | 0                 | 3                    | 0                    | 0                    | 0                    | 12       | 0      | 2           | 0          |
| K. Längert        | 20                | -22               | 0                 | 0                 | 4                    | -2                   | 0                    | 0                    | 24       | -24    | 0           | 0          |
| G. Lewandowski    | 12                | 1                 | 2                 | 0                 | 3                    | 0                    | 0                    | 0                    | 15       | 1      | 2           | 0          |
| L. Lotzen         | 22                | 14                | 1                 | 0                 | 4                    | 1                    | 0                    | 0                    | 26       | 15     | 1           | 0          |
| J. Kappes         | 1                 | 0                 | 0                 | 0                 | -                    | -                    | -                    | -                    | 1        | 0      | 0           | 0          |
| S. Puntigam       | 3                 | 0                 | 0                 | 0                 | 1                    | 0                    | 0                    | 0                    | 4        | 0      | 0           | 0          |
| S. Romert         | 22                | 2                 | 0                 | 0                 | 4                    | 0                    | 0                    | 0                    | 26       | 2      | 0           | 0          |
| I. Rudelić        | 15                | 1                 | 0                 | 0                 | 3                    | 0                    | 0                    | 0                    | 18       | 1      | 0           | 0          |
| V. Schnaderbeck   | 21                | 3                 | 5                 | 0                 | 4                    | 0                    | 0                    | 0                    | 25       | 3      | 5           | 0          |
| C. Schöne         | 8                 | 0                 | 1                 | 0                 | 1                    | 0                    | 0                    | 0                    | 9        | 0      | 1           | 0          |
| J. Šimić          | 1                 | 0                 | 0                 | 0                 | -                    | -                    | -                    | -                    | 1        | 0      | 0           | 0          |
| R. Strahl         | 2                 | 0                 | 0                 | 0                 | -                    | -                    | -                    | -                    | 2        | 0      | 0           | 0          |
| F. Weber          | -                 | -                 | -                 | -                 | -                    | -                    | -                    | -                    | -        | -      | -           | -          |
| C. Wenninger      | 22                | 2                 | 2                 | 0                 | 4                    | 1                    | 2                    | 0                    | 26       | 3      | 4           | 0          |
| I. Wörle          | -                 | -                 | -                 | -                 | -                    | -                    | -                    | -                    | -        | -      | -           | -          |